# Häggnäset
Häggnäset är en by som ligger i Frostvikens socken, Strömsunds kommun i norra Jämtland.
I byn finns endast ett fåtal bofasta. Häggnäset ligger intill Hetögeln som tillhör Ströms vattudal.